# Чоська губа
67°30′ пн. ш. 46°30′ сх. д. / 67.5° пн. ш. 46.5° сх. д.
Чоська губа (рос. Чёшская губа) — затока Баренцева моря між східним берегом півострова Канін та материком.
Має округлу форму, довжина 110 км, ширина до 130 км, глибина при вході 55 м, типова глибина менше 50 м, звичайні мілини глибиною 2-3 м. Впадають річки: у східну частину Чорна, Велика, Волонга, у південно-східну частину Пеша, у південну частину Грабіжна , Снопа, Омиця, Віжас, Ома. У західну частину затоки впадає Чоша, за якою і названа затока. З цих річок найбільш значними є Пеша, Чоша та Ома. Затока обмежена на заході мисом Мікулкін Ніс, на сході мисом Бармін. Береги у східній та західній частинах затоки піднесені, складені сланцем, у південній частині низовинні, піщані.
У затоці мешкає ендемічний підвид оселедця, так званий чосько-печорський оселедець (Clupea palasii suworovi).
У XVI—XVIII століттях помори у південній частині півострова Канін перетягували свої кочі по Чоському волоку з річки Чежа, що впадає в Чоську губу, в річку Чижа, що впадає в Мезенську губу Білого моря.